# Karla Kienzl
Karla Kienzl –nacida como Karoline Hauser– (1922-2018) fue una deportista austríaca que compitió en luge en la modalidad individual.
Ganó una medalla en el Campeonato Mundial de Luge de 1955, y tres medallas en el Campeonato Europeo de Luge entre los años 1951 y 1955.

## Palmarés internacional
| Campeonato Mundial | Campeonato Mundial | Campeonato Mundial | Campeonato Mundial |
| Año                | Lugar              | Medalla            | Prueba             |
| ------------------ | ------------------ | ------------------ | ------------------ |
| 1955               | Oslo (Noruega)     | Medalla de oro     | Individual         |
| Campeonato Europeo |                    |                    |                    |
| Año                | Lugar              | Medalla            | Prueba             |
| 1951               | Igls (Austria)     | Medalla de oro     | Individual         |
| 1954               | Davos (Suiza)      | Medalla de plata   | Individual         |
| 1955               | Hahnenklee (RFA)   | Medalla de plata   | Individual         |